# Hans-Hermann Junge
Pour les articles homonymes, voir Junge.
Hans Hermann Junge (né le 11 février 1914 et mort le 13 août 1944) était un Obersturmführer allemand de la SS qui a servi comme officier d'ordonnance d'Adolf Hitler entre 1940 et 1943. Il épousa Traudl Junge, la secrétaire de Hitler, en 1943.

## Biographie

### Garde du corps et officier d'ordonnance d'Hitler
Junge est né à Wilster en province du Schleswig-Holstein. Il rejoint la Schutzstaffel en 1933, il a alors 19 ans. En 1934, il se porte volontaire pour faire partie de la 1re division SS Leibstandarte Adolf Hitler et, en 1936, il rejoint le commando d'escorte de Hitler. En 1940, Junge devient officier d'ordonnance et majordome du Führer. Malgré quelques réticences de départ dues à leur rencontre récente, il épouse  Traudl Humps, la secrétaire privée d'Adolf Hitler, le 19 juin 1943, suivant ainsi les conseils de ce dernier.

### Front de l'Est et Bataille de Normandie
Cependant, Junge n'apprécie plus beaucoup son travail de majordome de Hitler. À ce sujet Traudl Junge écrit dans ses mémoires: 

« Il était l'une des rares personnes à réaliser que, sur le long terme, les idées de Hitler avaient un tel effet sur vous qu'au final vous ne saviez même plus ce que vous en pensiez auparavant, et ceci en raison de l'influence extérieure qu'il exerçait. Hans Junge voulait que ses opinions redeviennent objectives. Il demanda à plusieurs reprises à aller au front, seule façon pour lui de renoncer à son poste auprès de Hitler. »

Après plusieurs refus, Hitler accepte de transférer son majordome pour des missions de terrain. Ainsi, le 14 juillet 1943, un mois après son mariage, Junge rejoint la Waffen-SS. En décembre 1943, il est envoyé sur le front de l'Est. Il survit malgré les nombreuses pertes subies au sein de sa division et rentre en Allemagne en avril 1944. En juin 1944, Junge est envoyé en Normandie, avec la 12e Panzerdivision SS Hitlerjugend en tant qu'officier observateur. Le 13 août 1944, un avion américain touche son poste d'observation. Il meurt ainsi à Dreux, et est enterré au cimetière militaire allemand de Champigny-Saint-André, en Normandie.
Selon Armin Lehmann et Tim Carroll, « Hitler appréciait beaucoup Hans Junge et fut tellement bouleversé par sa mort qu'il décida d'annoncer personnellement la nouvelle à Traudl. »

## Carrière
- SS (1933-1934)
- 1re division SS Leibstandarte Adolf Hitler (1934-1936)
- SS-Begleitkommando des Führers (1936-1937)
- Officier d'ordonnance d'Hitler (1937-1943)
- 12e Panzerdivision SS Hitlerjugend (6./Pz.Rgt) (14/07/1943-13/08/1944)[2]

## Récompenses
- Croix de la Liberté de 4e classe (11/06/1942)
- Croix de fer 2e classe (26/7/1944) (source Wast: Eisemes Kreus 2.Klasse)